# کمپانیواتتا
کمپانیواتتا (به لاتین: Companiwatta) یک منطقهٔ مسکونی در سری‌لانکا است که در استان جنوبی (سری‌لانکا) واقع شده‌است.